# Zoya (film)
Zoya is een Amerikaanse televisiefilm uit 1995 geregisseerd door Richard A. Colla. De hoofdrollen worden vertolkt door Melissa Gilbert en Bruce Boxleitner. Het verhaal is gebaseerd op het boek van Danielle Steele.

## Verhaal
Tijdens de revolutie van 1917 worden de ouders van Zoya Ossipov op gruwelijke wijze vermoord door het leger. Ook haar oudere broer Nikolas 'Nicky' die in het leger werkt, wordt vermoord. De jonge gravin Zoya moet samen met haar grootmoeder 'Evgenia', bediende 'Feodor' en haar kleine hondje 'Sava' naar Parijs vluchten. Daar ontmoeten ze prins Vladimir, een oude vriend van de familie . Bij aankomst in Parijs blijkt Zoya de mazelen te hebben, die ze gekregen heeft van haar nichtjes. Een ziekte die nogal heerste in hun familie. Evgenia moet juwelen verkopen in Parijs om geld te krijgen voor voedsel. Hun goede vriend Vladimir zorgt voor eten en een woonplaats in een arm gedeelte van Parijs. Omdat vele landgenoten naar Parijs zijn gevlucht, zijn hun koninklijke juwelen weinig waard.
Vladimir maakt de dan 17-18-jarige Zoya het hof, met behulp en toestemming van grootmoeder Evgenia. Zoya weigert te trouwen met Vladimir, hoe goed de man ook mag zijn, ze vindt hem te oud. Zoya wil uit liefde trouwen. In de tussentijd probeert Zoya werk te krijgen als ballerina. Iets wat ze altijd al adoreerde. Ze zat op balletles met haar nichtje.
In Parijs lukt het haar als ballerina te mogen optreden. Ze geniet er duidelijk van en nodigt haar grootmoeder en Vladimir uit te kijken naar haar voorstelling. Iets wat ze zeker doen, maar Evgenia ziet niks in ballet als een stabiel en goed inkomen. Ook het Amerikaanse militairen komen kijken naar de balletvoorstelling en nodigen alle danseressen uit op hun feest te komen. Zoya gaat hier ook heen en ontmoet hier de charmante Amerikaan kapitein Clayton Andrews. Op hem wordt ze verliefd en ook Clayton is stapel op Zoya. Grootmoeder Evgenia ziet een huwelijk tussen beide niet zitten. Prins Vladimir, die ondanks haar afwijzing nog altijd verliefd is op Zoya, moet met lede ogen toezien hoe Zoya en Clayton gezellige tijden samen beleven.
Clayton wordt later naar het front gestuurd en laat een onzekere Zoya achter. Als hij echter terugkeert, is ze dolgelukkig en hij vraagt haar ten huwelijk. Hij brengt geschenken mee voor haar familie, die wel worden geaccepteerd, maar wel met argwaan. Evgenia gaat uiteindelijk in gesprek met Clayton en vraagt hem om de verloving te verbreken. Omdat Evgenia oud en ziek is, besluit hij de verloving te verbreken. Tot groot verdriet van Zoya.
De grootmoeder van Zoya wordt steeds zieker en overlijdt uiteindelijk. Vladimir en Feodor zorgen goed voor Zoya, maar Zoya is ongelukkig.
Feodor overlijdt niet lang erna en Vladimir besluit uiteindelijk om Clayton te zoeken. Hij vindt hem en verzoekt hem Zoya nogmaals ten huwelijk te vragen. Het huwelijk wordt voltrokken en Clayton & Zoya verhuizen naar Amerika en betrekken een riant huis. Zoya is dan in de twintig. Clayton stuurt haar naar een modezaak "Axelle" waar ze nieuwe kleding mag uitzoeken. De eigenaresse "Axelle" leert ze kennen, wat voor haar toekomst een erg belangrijk factor wordt.
Clayton en Zoya krijgen een zoon "Nicky" en een dochter "Sasha". Sasha is een echt pappa's kindje en wildebras en Nicky is een al erg slimme jongen en een echte 'heer'.
Clayton overlijdt plotseling in zijn slaap en laat een hoop schulden achter. Zoya moet helemaal alleen met twee jonge kinderen een thuis zoeken in Amerika, aangezien zij het huis en meubelen moest verkopen om zo de schulden af te lossen.
Ze krijgt hulp van Mrs. Molloy en krijgt een kamer om in te wonen met haar kinderen en het inmiddels bejaarde hondje Sava. Ze moet op zoek naar een baan en na lang zoeken vindt ze een baan in een nachtclub als danseres (striptease). Een baan die ze niet bepaald prettig vindt aangezien zij ballerina wilde worden.
Als er dan plotseling brand uitbreekt in het appartement waar ze woont, moet ze haar kinderen redden. De hulp komt voor haar hondje Sava helaas te laat ...
Later probeert ze in de modebranche te werken, wat erg moeilijk is. Ze komt uit bij een oude bekende: "Axelle". De inmiddels wat ouder geworden Axelle neemt haar ideeën van harte aan, alleen als zij haar afkomst als gravin gebruikt om zo meer klanten te werven. Zoya gaat akkoord en wordt een zeer goede verkoopster (mede-eigenaresse?) en verdient een zeer goed loon voor een alleenstaande moeder in de jaren twintig-dertig.
Nicky is inmiddels 18 en Sasha is 14. Nicky gaat naar de universiteit en Sasha mag bestempeld worden als probleemkind. Ze haat haar moeder en Zoya heeft het er maar moeilijk mee haar te handhaven.
Als Zoya met Axelle naar Parijs gaat om wat nieuw materiaal en ideeën voor de zaak te halen, ontmoeten ze Simon Hirsch. Een rijk zakenman in de modebranche. Hij ziet wel wat in Zoya en doet er alles aan, met wat hulp van Axelle, om Zoya voor zich te winnen. Zoya houdt eerst wat afstand, maar gaat toch met hem 'in zee'. Intens gelukkig delen ze mede, na vele weken samen, dat ze gaan trouwen. Iets wat Sasha in het verkeerde keelgat schiet.
Sasha wordt steeds brutaler en vergrijpt zich aan de drank. Ze gaat naar nachtclubs en slaapt met verschillende mannen. Nicky probeert haar tot rede te brengen, maar helaas met weinig resultaten.
Met kerst geeft Simon dure cadeaus aan zijn gezinsleden. Een auto voor Nicky, een bontjas voor Sasha en een duur pand voor de winkel die Zoya altijd voor zichzelf wilde beginnen. Weer is Sasha niet tevreden, mede omdat ze zich verwaarloosd voelt door haar moeder.
Als Zoya 39 is, verwacht ze, geheel onverwachts of gepland, haar eerste kind met Simon. Helaas is Sasha eveneens niet blij met deze 'verrassing'.
De modewinkel van Zoya wordt geopend in 1939 met de naam "Countess Zoya" (Vertaald: Gravin Zoya).
Op dat moment wordt ook hun zoon "Matthew" geboren. Kort na de geboorte verklaart Amerika de oorlog aan Duitsland. Simon en Nicky moeten in het leger dienen voor hun land. Zoya neemt met pijn in haar hart afscheid van haar man en zoon.
Sasha probeert haar pijn en zorgen om Nicky weg te drinken en bezoekt elke week nachtclubs. Hier ontmoet ze nu niet precies de juiste personen.
Zoya probeert nader tot Sasha te komen nu ze beide alleen zijn met peuter Matthew. Als dan een officiële brief wordt bezorgd, slaat de schrik toe. Simon is gedood in de oorlog en weer moet Zoya een zwaar verlies verwerken, het zoveelste in haar leven.
Nicky komt veilig en wel thuis van de oorlog en Sasha stelt hem voor aan haar vriend Freddy. Freddy ziet Nicky aan voor haar 'vriendje' en slaat Nicky een blauw oog. Zoya en Sasha kunnen nog altijd niet goed met elkaar overweg en Sasha stort zich compleet in de armen van Freddy.
Ook Nicky is inmiddels verloofd, met Elizabeth. Bij een familiediner wordt Zoya duidelijk wat voor vreemd figuur Freddy is als hij een vreemd verhaal vertelt aan de jonge Matthew. Zoya laat de achtergrond van Freddy controleren en ontdekt veel onheilspellende dingen over hem. Nog voordat ze Sasha kan overtuigen, zijn Freddy en Sasha al getrouwd en is Sasha zwanger. Ze verhuist en laat zich niet meer zien. Via haar broer Nicky, met wie ze wel telefonisch contact houdt, wordt duidelijk dat ze een dochtertje heeft gekregen: "Zoë". Het huwelijk van Nicky met Elizabeth gaat niet helemaal naar behoren, maar desondanks blijft hij bij haar. Matthew gaat naar kostschool en zodoende is Zoya alleen.
De inmiddels bejaarde Zoya krijgt dan onverwacht bezoek. Sasha, die inmiddels in de dertig is, staat op de stoep met haar dan zesjarige dochter Zoë. Ze is vaak mishandeld door Freddy en zoekt een veilig onderkomen. Sasha biedt haar moeder haar welgemeende excuses aan en die worden geaccepteerd. Ze beseft dat ze meer op haar moeder lijkt dan ze denkt. Ze maken het goed en ze vraagt of Zoë mag blijven als ze hun oude huis gaat verkopen.
Onderweg naar haar oude huis krijgt ze een ongeluk met een vrachtauto en raakt in coma. Ze wordt hersendood verklaard en Zoya moet het vreselijke besluit nemen om de machines stop te laten zetten. Sasha overlijdt.
De kleine Zoë blijft bij Zoya en Nicky is kapot van verdriet. Zijn vrouw Elizabeth heeft weinig interesse getoond en Nicky besluit van haar te scheiden, iets wat hij al eerder had moeten doen. Hij blijft met zijn moeder en Matthew in de modezaak werken.
Freddy eist de voogdij over zijn zesjarige dochter, maar Zoya zegt hem dat hij haar nooit zal krijgen. Ze biedt hem een royaal bedrag aan om voorgoed uit haar leven te verdwijnen en dat accepteert hij.
De volgende scene laat een ongeveer 18-jarige Zoë zien, die een balletuitvoering doet. Ze blijkt dezelfde passie voor ballet te hebben als haar oma altijd had.
Zoya, Nicky & Matthew besluiten dat het beter is om "Countess Zoya" te verkopen.
De hoogbejaarde Zoya wordt uitgenodigd (en verrast) om met Zoë naar een bekende balletuitvoering te gaan in haar geboorteland Rusland. Hier komen alle herinneringen boven en ze vertelt Zoë over de moeilijke tijden daar. Ze zien een meisje met hetzelfde soort hondje dat Zoya toen ook had 'Sava'.
De film eindigt als, tijdens de voorstelling, Zoya haar kleindochter een Fabergé-ei schenkt, dat ze van haar grootmoeder Evgenia kreeg (in het begin van de film vlak voor hun vlucht naar Parijs).
Dit ei staat symbool voor haar familie en afkomst en is door al de ellende en mooie dingen van haar leven meegereisd.

## Rolverdeling
| Acteur           | Personage       |
| ---------------- | --------------- |
| Melissa Gilbert  | Zoya Ossipov    |
| Bruce Boxleitner | Clayton Andrews |
| Denise Alexander | Axelle          |
| Don Henderson    | Feodor          |
| Zane Carney      | Jonge Nicholas  |
| Taryn Davis      | Jonge Sasha     |
| David Warner     | Prins Vladimir  |
| Diana Rigg       | Evgenia         |
| Peggy Cass       | Mevr. Molloy    |
| Jane How         | Natalya         |

## Prijzen en nominaties
1996 - ASC Award
- Genomineerd: Beste cinematograaf (Laszlo George)

## Trivia
Zoya is het eerste televisieproject van Jennifer Garner waarin ze de rol van Sasha vertolkt.